# オフィサーエージェント・バロックワークス
officer AGENT baroqueworks（オフィサーエージェント・バロックワークス）は、東京都赤坂に拠点を置く芸能事務所。2009年9月に設立。主な事業内容：モデル・俳優などのマネージメント及びトータルプロデュース。イベントや映像の企画・製作。各種人材派遣・キャスティング等。主な所属アーティストに飯沼ももこや北川珠望などが居る。

## 主な所属アーティスト
- 飯沼ももこ
- しらほしなつみ
- 北川珠望
- KENNE
- aic
- YUTA
- 水谷幹春
- Romi
- 原宿ゴリラ
- 渡辺ケンタ
- 黒津勇介
- 瑞優菜

## かつて所属していた俳優
- 臼杵寛